# Carausius baumei
Carausius baumei är en insektsart som beskrevs av Heinrich Hugo Karny 1910. Carausius baumei ingår i släktet Carausius och familjen Phasmatidae. Inga underarter finns listade.